# Helina micans
Helina micans este o specie de muște din genul Helina, familia Muscidae, descrisă de Malloch în anul 1922. Conform Catalogue of Life specia Helina micans nu are subspecii cunoscute.